# Колудей
Колудей, Караазмак или Кара̀ Азма̀к (на гръцки: Λουδίας, Лудиас, на турски: Karaazmak) е река в Егейска Македония, Гърция.

## Имена
Традиционните гръцки имена на реката са Дели потамо или Мавронери (Μαυρονέρι). Името е сменено на Лудиас, след като Егейска Македония попада в Гърция след Междусъюзническата война в 1913 година. Лудиас е река, споменавана от античните автори – според Херодот Лудиас отделя Иматия от Беотия, според Скилакс е приток на друга река, а според Страбон е дълга 120 стадия (22 километра).

## Път
Колудей е голяма и спокойна река, която, въпреки че е загубила предишния си естествен блясък, все още представлява важно местообитание за много видове фауна. В миналото Колудей е изтичала от днес пресушеното Ениджевардарско езеро, в което са се стичали реките от Нидже, Каракамен и Паяк. След пресушаването на Ениджевардарското езеро в 30-те години реката става голям изкуствен канал и изобщо не прилича на оригиналната си историческа форма. Старият ѝ приток Мъгленица е отклонен по-на изток и чрез създаденото изкуствено корито сега се влива в Бистрица. Колудей събира вода, която идва главно от Паяк през реките Грамада и Белица (Оборската река), Чинарли и Ениджевардарската река (канал) с водосборен басейн с площ от 1250 m². В долното си течение реката е граница между дем Делта от североизток и дем Александрия от югозапад. Влива се в обща делта с Вардар (Аксиос) и Бистрица (Алиакмонас) в Солунския залив. Над изместеното днес корито на реката в делтата е бил построен римският Клидийски мост.
Реката е дълга 50 km и има среден отток от 20 m³/s. Максималната ширина на коритото му е около 60 m, а дълбочината му е от 3 до 5 m. Надморската височина на реката е почти нулева, в резултат на което тя очевидно е тиха река с основната й характеристика са черните, тихи води. Летният запас от вода е много малък, докато поради много малкия наклон този запас може да бъде нулев или да приеме отрицателни стойности поради влиянието на морето, поради което различни видове морски риби често се качват на много километри навътре речно корито. Колудей е красива и тиха река, гъмжаща от диви животни.

## Флора и фауна
По цялото течение на Колудей бреговете са богати на гъста растителност с ширина няколко метра. Гъсти ивици крайречна гора са успоредни на речното корито и се свързват с други притоци, създавайки гъста зелена мрежа. Растителността се състои от големи чинари и високи тополи, върби, елши, явори, брястове и гъсти пърнари. В близост до бреговете растат гъсти масиви от тръстика (Phragmites australis) и къпини. Много от дърветата падат в реката със своите стволове, пълни с бръшлян, стърчащ от застоялата вода, което придава образа на мангрова гора на много места. Сред водните растения се открояват жълтите водни лилии (Nuphar lutea) и белите водни лилии (Nyrnphaea alba), а на повърхността на водата растат свободно плаващи хидрофити като водната леща (Lemna minor) и водния орех (Trapa natans).
Спокойните води, непроходимата растителност, околните ниви и голямата делта на реката, предлагат уникално убежище за десетки видове птици. Сред грабливите птици има много редки видове, като голям креслив орел, малък креслив орел, орел змияр, късопръст ястреб, голям ястреб, обикновен мишелов, сокол орко, белошипа ветрушка, керкенез, вечерна ветрушка, малък ястреб, горска улулица, кукумявка. На някои места все още живеят редки блатни сови. Много разпространени видове са малкия и големия гмурец, зеленоножката, лиската, крещалецът, земеродното рибарче, средната пъструшка, големият корморан и много видове чапли - сива чапла, малка бяла чапла, червена чапла, голяма бяла чапла, нощна чапла, малък воден бик, гривеста чапла. Други видове, които живеят в близост до реката са черен щъркел, бял щъркел, планинска стърчиопашка, обикновена кукувица, обикновен пчелояд, синявица, средна бекасина, горска зидарка, елшова скатия, полска чучулига, южен славей, свилено шаварче, рядката северна същинска дървесница, червеногърба сврачка, черночела сврачка, червеноглава сврачка, мустакато тръстикарче, торбогнезд синигер, тръстиково шаварче, тръстиков цвъркач, кафявокрил огърличник.
От земноводните се срещат зелена крастава жаба, сирийска чесновница, дървесница, гръцка жаба, голяма водна жаба. Влечугите включват шипобедрена костенурка, южна блатна костенурка, европейска блатна костенурка, зелен гущер, змиегущер, вдлъбнаточел смок, жълтоуха водна змия, сива водна змия, ивичест смок, леопардов смок, котешка змия и отровници. Сред бозайниците се открояват големи колонии нутрии, а във водите на реката плуват видри и красиви водни плъхове. Други бозайници включват редкия лалугер в полетата, лисици, златки, невестулки, таралежи и рядката оризищна мишка, докато много видове прилепи живеят в околността.
Рибната фауна е особено богата. В Колудей живеят блескавец (Alburnoides bipunctatus), македонска мряна (Barbus macedonicus), слънчева риба (Lepomis gibbosus), златна рибка (Carassius auratus), шаран (Cyprinus carpio), костур (Perca fluviatilis), вардарски кефал (Squalius vardarensis), вардарски щипок (Cobitis vardarensis), българска кротушка (Gobio bulgaricus), Romanogobio elimeius, сомове (Silurus glanis), маришки морунаш (Vimba melanops), Salaria fluviatilis, лин (Tinca tinca) и много други. В близост до устието живеят много красиви соленоводни видове, като триигла бодливка (Gasterosteus gymnurus), кавказко попче (Knipowitschia caucasica) и тревно попче (Zosterisessor ophiocephalus).